# Amjad Attwan
Amjad Attwan Kadhim (12 marzo 1997) è un calciatore iracheno, centrocampista dell'Al Shorta e della Nazionale irachena.

## Carriera

### Club
Ha sempre giocato nel campionato iracheno.

### Nazionale
Esordisce in nazionale maggiore nel 2016, venendo poi convocato per le Olimpiadi dello stesso anno.

## Statistiche

### Cronologia presenze e reti in nazionale
| Cronologia completa delle presenze e delle reti in nazionale ― Iraq | Cronologia completa delle presenze e delle reti in nazionale ― Iraq | Cronologia completa delle presenze e delle reti in nazionale ― Iraq | Cronologia completa delle presenze e delle reti in nazionale ― Iraq | Cronologia completa delle presenze e delle reti in nazionale ― Iraq | Cronologia completa delle presenze e delle reti in nazionale ― Iraq | Cronologia completa delle presenze e delle reti in nazionale ― Iraq | Cronologia completa delle presenze e delle reti in nazionale ― Iraq |
| Data                                                                | Città                                                               | In casa                                                             | Risultato                                                           | Ospiti                                                              | Competizione                                                        | Reti                                                                | Note                                                                |
| ------------------------------------------------------------------- | ------------------------------------------------------------------- | ------------------------------------------------------------------- | ------------------------------------------------------------------- | ------------------------------------------------------------------- | ------------------------------------------------------------------- | ------------------------------------------------------------------- | ------------------------------------------------------------------- |
| 12-1-2019                                                           | Sharjah                                                             | Yemen                                                               | 0 – 3                                                               | Iraq                                                                | Coppa d'Asia 2019 - 1º turno                                        | -                                                                   | 55’                                                                 |
| 16-1-2019                                                           | Dubai                                                               | Iran                                                                | 0 – 0                                                               | Iraq                                                                | Coppa d'Asia 2019 - 1º turno                                        | -                                                                   | 34’                                                                 |
| 22-1-2019                                                           | Abu Dhabi                                                           | Qatar                                                               | 1 – 0                                                               | Iraq                                                                | Coppa d'Asia 2019 - Ottavi di finale                                | -                                                                   | 73’                                                                 |
| 15-6-2021                                                           | Arad                                                                | Iran                                                                | 1 – 0                                                               | Iraq                                                                | Qual. Mondiali 2022                                                 | -                                                                   |                                                                     |
| 2-9-2021                                                            | Seul                                                                | Corea del Sud                                                       | 0 – 0                                                               | Iraq                                                                | Qual. Mondiali 2022                                                 | -                                                                   |                                                                     |
| 3-12-2021                                                           | Doha                                                                | Bahrein                                                             | 0 – 0                                                               | Iraq                                                                | Coppa araba FIFA 2021 - 1º turno                                    | -                                                                   | cap.                                                                |
| Totale                                                              |                                                                     | Presenze                                                            | 6                                                                   |                                                                     | Reti                                                                | 0                                                                   |                                                                     |